# 남자는 괴로워 8 - 토라의 연가
남자는 괴로워 8 - 토라의 연가(男はつらいよ 寅次郞戀歌: Tora-san's Love Call)는 일본에서 제작된 야마다 요지 감독의 1971년 코미디 영화이다. 아츠미 키요시 등이 주연으로 출연하였다.

## 출연

### 주연
- 아츠미 키요시
- 바이쇼 치에코

### 조연
- 이케우치 준코
- 오카모토 마리
- 시무라 타카시
- 요시다 요시오
- 마에다 긴
- 모리카와 신
- 미사키 치에코
- 다자이 히사오
- 류 치슈